# Nebojša Rodić
Nebojša Rodić, cyr. Небојша Родић (ur. 1953 w Šabacu) – serbski prawnik, urzędnik państwowy i dyplomata, w latach 2013–2014 minister obrony.

## Życiorys
Z wykształcenia prawnik, w 1977 ukończył studia na Uniwersytecie w Belgradzie. W 1979 otrzymał uprawnienia zawodowe. W 2000 uzyskał magisterium, doktoryzował się w 2008. Kształcił się w międzyczasie również w szkołach wojskowych.
Zawodowo związany z administracją państwową. Pełnił funkcję asystenta ministra informacji oraz podsekretarza stanu. W latach 1996–1997 zajmował stanowisko sekretarza Republikańskiej Komisji Wyborczej. Był zastępcą sekretarza i szefem gabinetu przewodniczącego serbskiego Zgromadzenia Narodowego, a także sekretarzem generalnym resortu spraw zagranicznych federacji Serbii i Czarnogóry. W latach 2005–2007 kierował szkołą technologiczną w Šabacu. W 2012 nowo wybrany prezydent Tomislav Nikolić powierzył mu stanowisko sekretarza generalnego administracji prezydenckiej. Jeszcze w tym samym roku Nebojša Rodić został szefem serbskiej agencji wywiadu (Bezbednosno-informativna agencija).
We wrześniu 2013, po rekonstrukcji rządu Ivicy Dačicia, z rekomendacji Serbskiej Partii Postępowej objął urząd ministra obrony. Sprawował go do kwietnia 2014, kiedy to gabinet ten zakończył działalność. We wrześniu tegoż roku powołany na ambasadora Serbii w Azerbejdżanie.